# Gologanu
Gologanu est une commune roumaine située dans le județ de Vrancea.